# Oncosperma
Oncospermaist eine Pflanzengattung innerhalb der Familie der Palmengewächse (Arecaceae). Die etwa fünf Arten sind in Süd- und Südostasien verbreitet. Die großen, mehrstämmigen Palmen tragen viele Stacheln und haben gefiederte Blätter.

## Beschreibung

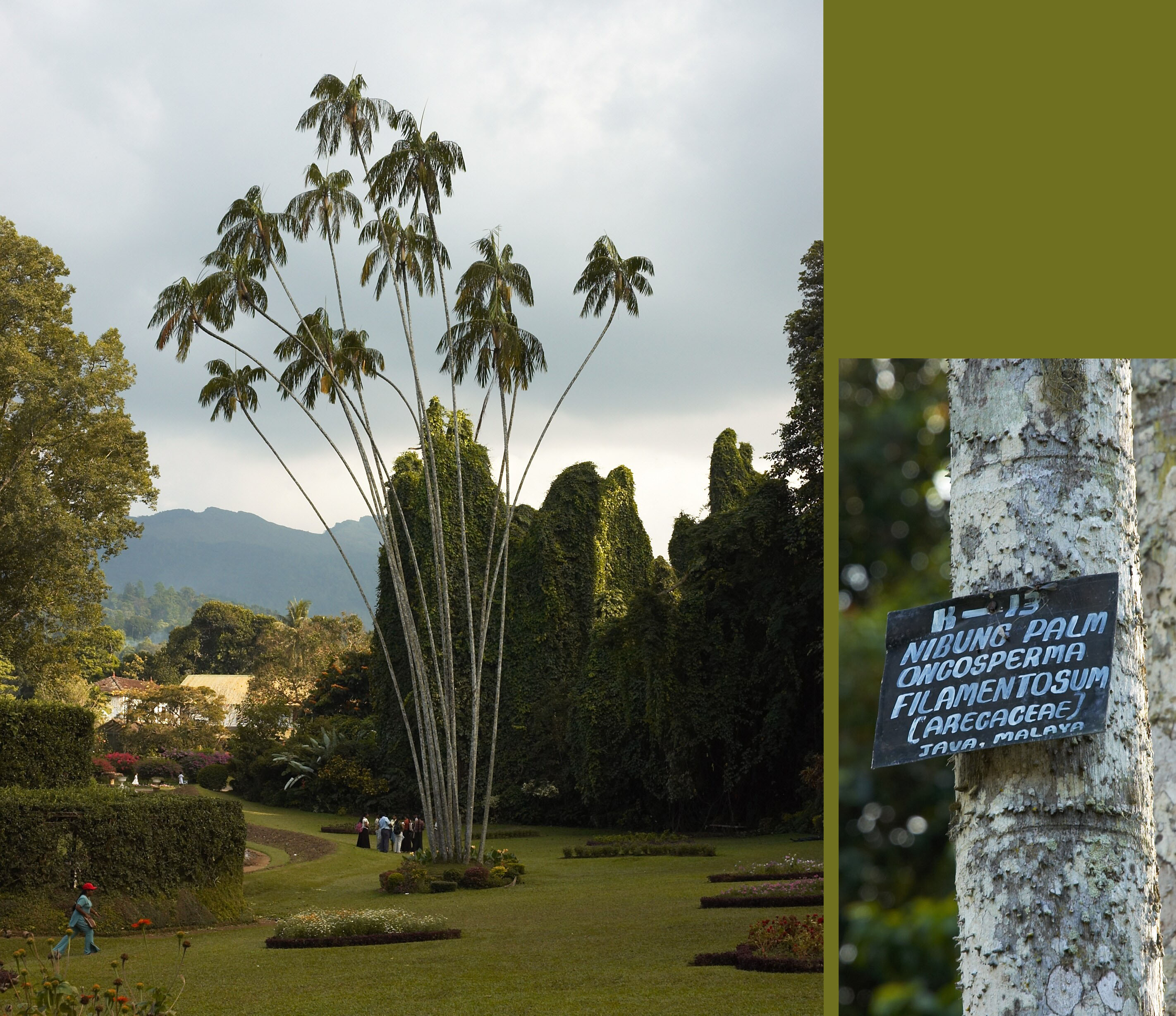
Oncosperma tigillarium

### Habitus
Oncosperma-Arten sind große, meist mehrstämmige Palmen mit Stacheln. Der Stamm ist aufrecht und häufig sehr hoch, Oncosperma tigillarium kann Wuchshöhen von 24 Metern und mehr erreichen. Ältere Stammteile sind glatt, von Blattnarben geringelt. Die Stacheln stehen zerstreut bis dicht und sind recht stark. Sie neigen dazu, mit zunehmendem Alter abzufallen. Bei einer Art, Oncosperma fasciculatum, verzweigt sich der Stamm manchmal oberirdisch. 

### Blätter
Die Blätter sind gefiedert. Beim Blattfall bleibt kein Rest zurück. Die Blattscheiden sind röhrig und bilden einen deutlichen Kronenschaft, der mit Stacheln unterschiedlicher Länge besetzt ist. Der Blattstiel ist meist stark und dicht mit Stacheln besetzt. Die Fiederblättchen sind sehr zahlreich, einfach gefaltet, spitz bis zugespitzt, und meist hängend. Bei Oncosperma fasciculatum stehen sie in Gruppen und in mehreren Ebenen. 

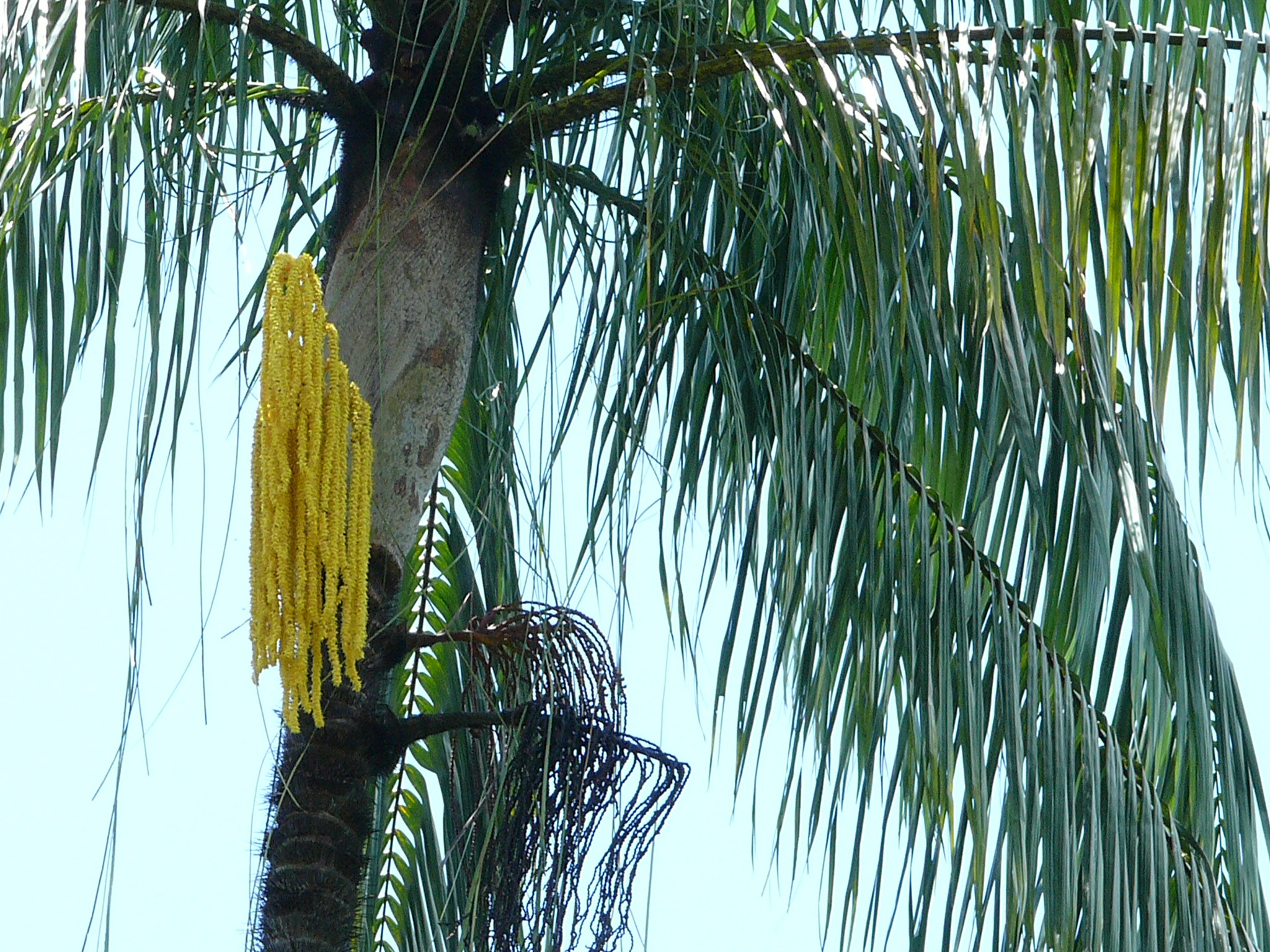
Oncosperma tigillarium mit Blütenstand

### Blütenstände
Oncosperma-Arten sind einhäusig getrenntgeschlechtig (monözisch).
Die Blütenstände stehen einzeln, zwischen den Blättern und sind an der Basis zweifach, weiter oben nur einfach verzweigt. Sie sind protandrisch und stehen im Knospenstadium aufrecht. Der Blütenstandsstiel ist kurz, breit und an der Basis geflügelt. Zur Blütezeit steht er waagrecht. Die geraden Stacheln stehen zerstreut bis dicht. Das Vorblatt setzt direkt über der Blütenstandsstielbasis an, ist robust, röhrenförmig, abgeflacht, zweikielig, kurz geschnäbelt und lederig bis verholzt. Bis zur Anthese umhüllt das Vorblatt den Blütenstand völlig. Es gibt ein Hochblatt am Blütenstandsstiel, das dem Vorblatt ähnelt, allerdings weniger dicht bewehrt ist. Die Blütenstandsachse ist länger als der -stiel, sie trägt wenige bis viele hängende Seitenzweige erster Ordnung. Ihre Hochblätter sind unauffällig. Die Seitenzweige sind lang, schlank, hängend, kahl und tragen in spiraliger Anordnung kurz dreieckige Hochblätter, in denen die Blüten-Triaden stehen. An den Zweigenden stehen männliche Blüten einzeln oder paarig.

### Blüten
Die männlichen Blüten sind asymmetrisch, nicht oder nur kurz gestielt. Die drei Kelchblätter sind spitz, gekielt, überlappend, unten manchmal kurz verwachsen. Die drei Kronblätter sind spitz oder zugespitzt, viel länger als die Kelchblätter und an der Basis manchmal kurz verwachsen. Die sechs bis neun Staubblätter sind kürzer als die Krone, die Staubfäden sind kurz, dick und manchmal basal zu einem kurzen Ring verwachsen. Die Antheren sind in ihrer Mitte am Staubfaden befestigt (medifix), am unteren Ende pfeilförmig, die Pollensäcke stehen latrors. Das Stempelrudiment kann länger oder kürzer als die Staubblätter sein. Die Pollenkörner sind ellipsoidisch und symmetrisch. Die Keimöffnung ist ein distaler Sulcus. Die längste Achse misst 27 bis 43 Mikrometer. 
Die weiblichen Blüten sind eher kugelig. Die drei Kelchblätter sind frei, abgerundet und überlappend. Die drei Kronblätter sind frei, gerundet, an der Basis überlappend, oben klappenartig stehend. Die sechs Staminodien sind sehr klein. Das Gynoeceum ist einfächrig, hat eine Samenanlage, ist kugelig bis eiförmig. Die Narben stehen apikal und sind selten auffällig. Die Orientierung der Samenanlage ist nicht bekannt. 

### Früchte
Die Frucht ist kugelig, dunkel blau-schwarz, die Narbenreste stehen seitlich oder subapikal. Das Exokarp ist glatt oder narbig, das Mesokarp ist dünn und fleischig und ohne Fasern. Das Endokarp ist dünn, krustenartig und dem Samen dicht anliegend. Der Same hat einen langen, seitlichen Nabel (Hilum), die Raphen-Äste anastomosieren. Das Endosperm ist tief gefurcht (ruminat). Der Embryo steht subbasal. Das Primärblatt des Sämlings ist zweiteilig (bifid).

### Chromosomensätze
Die Chromosomenzahl beträgt 2n = 32 (± 2-4).

## Vorkommen
Die Gattung ist in Süd- und Südostasien verbreitet. Eine Art ist auf Sri Lanka endemisch, zwei Arten kommen auf den Philippinen, die zwei übrigen Arten sind in Südwestasien und West-Malesien weitverbreitet und erreichen Sulawesi, die Philippinen und die westlichen Molukken.
Oncosperma tigillarium ist eine charakteristische Art der landseitigen Grenze von Mangrovenwäldern. Oncosperma fasciculatum wächst auf steilen Hängen in Höhenlagen von 300 bis 1000 Metern. Die übrigen drei Arten wachsen im Inland auf hügeligen Standorten. Alle Arten wachsen meist in Gruppen, sind häufig und sind sehr auffällig. 

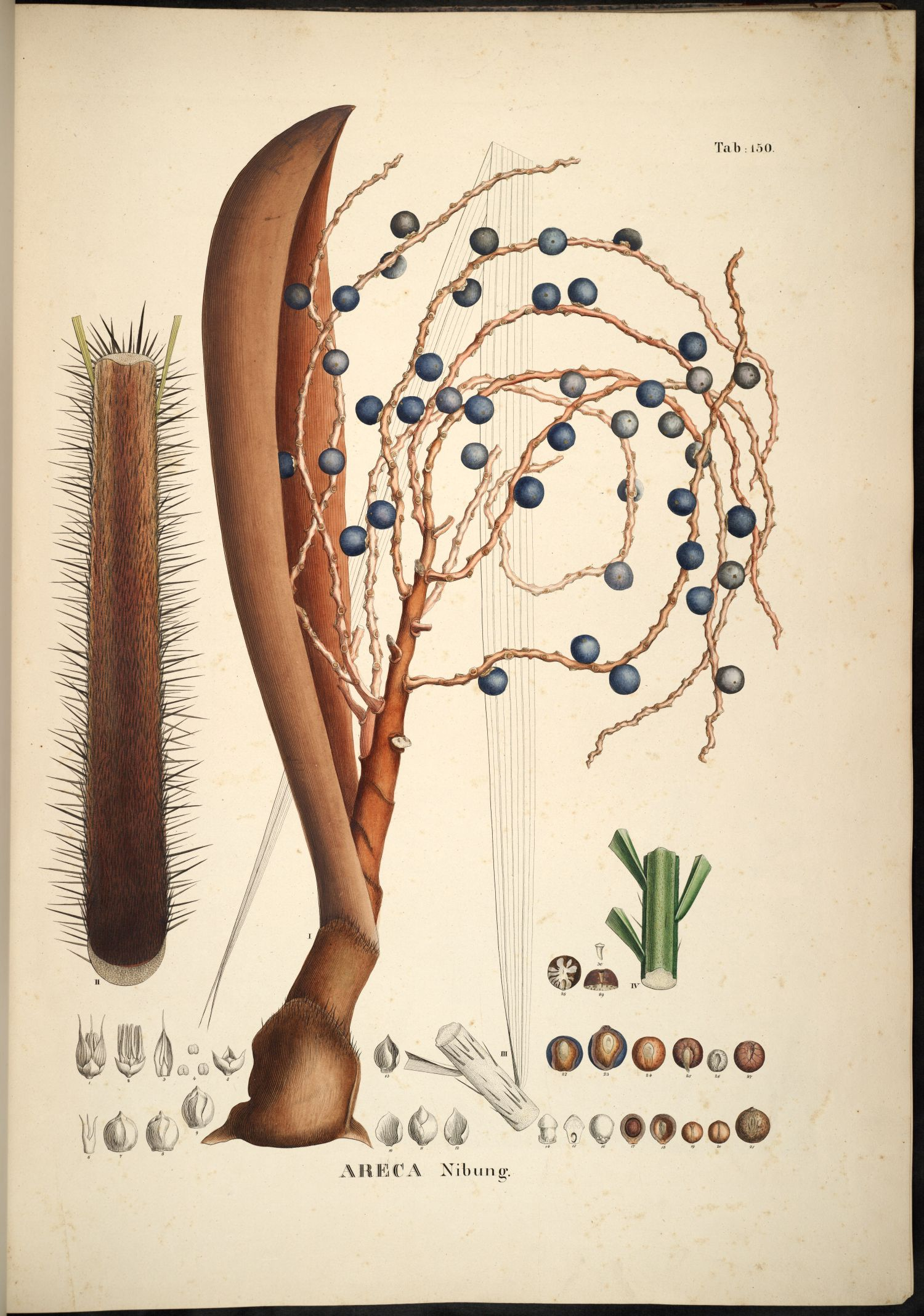
Illustration von Oncosperma tigillarium

## Systematik
Die Gattung Oncosperma wurde 1843 durch Carl Ludwig von Blume in Rumphia, sive commentationes botanicae imprimis de plantis Indiae orientalis..., Band 2, Seite 96, Tafel 82, 103 aufgestellt. Typusart ist Oncosperma tigillarium (Jack) Ridl.
Die Gattung Oncosperma Blume gehört zur Subtribus Oncospermatinae der Tribus Areceae in der Unterfamilie Arecoideae innerhalb der Familie Arecaceae. Innerhalb der Subtribus ist sie die Schwestergruppe einer Klade mit Deckenia, Acanthophoenix und Tectiphiala. Die Gattung Oncosperma ist monophyletisch.
Es gibt etwa fünf Arten:
- Oncosperma fasciculatum Thwaites: Dieser Endemit kommt nur im südwestlichen Sri Lanka vor.[2]
- Oncosperma gracilipes Becc.: Die Heimat sind die Philippinen.
- Oncosperma horridum (Griff.) Scheff.: Sie ist von der thailändischen Halbinsel bis zum westlichen sowie zentralen Malesien verbreitet.
- Oncosperma platyphyllum Becc.: Die Heimat sind die Philippinen.
- Oncosperma tigillarium (Jack) Ridl. (Syn.: Oncosperma filamentosum (Kunth) Blume): Das Verbreitungsgebiet reicht von Indochina bis Malesien.

## Nutzung
Das Palmherz der meisten Arten ist wohlschmeckend und wird verbreitet gesammelt. Die Stämme von Oncosperma tigillarium sind sehr haltbar und wurden als Telegraphenmasten und als Material für Fußböden verwendet. Die Blattscheiden werden manchmal als Körbe benutzt.